# Mutällip Sidiq Qahiri
Mutällip Sidiq Qahiri (auch: Mutellip Sidiq Qahiri; uigurisch مۇتەللىپ سىدىق قاھىرى ; chinesisch 穆特里甫·斯迪克·卡依日, Pinyin Mùtèlǐfǔ Sīdíkè Kǎyīrì; geboren 1950 in Kaschgar) ist ein einst angesehener und bekannter uigurischer Sprach- und Namensforscher und Professor für uigurische Sprache im Ruhestand in Kaschgar. Im Jahr 2018 wurde Mutällip Sidiq Qahiri verhaftet, was später bekannt wurde aufgrund der Zugehörigkeit Mutällip Sidiq Qahiris zur vom chinesischen Staat angegriffenen uigurischen Elite und weil sein Sohn Tahir Mutällip Qahiri mit dem Fall an die Öffentlichkeit ging.

## Leben, Karriere und Werk

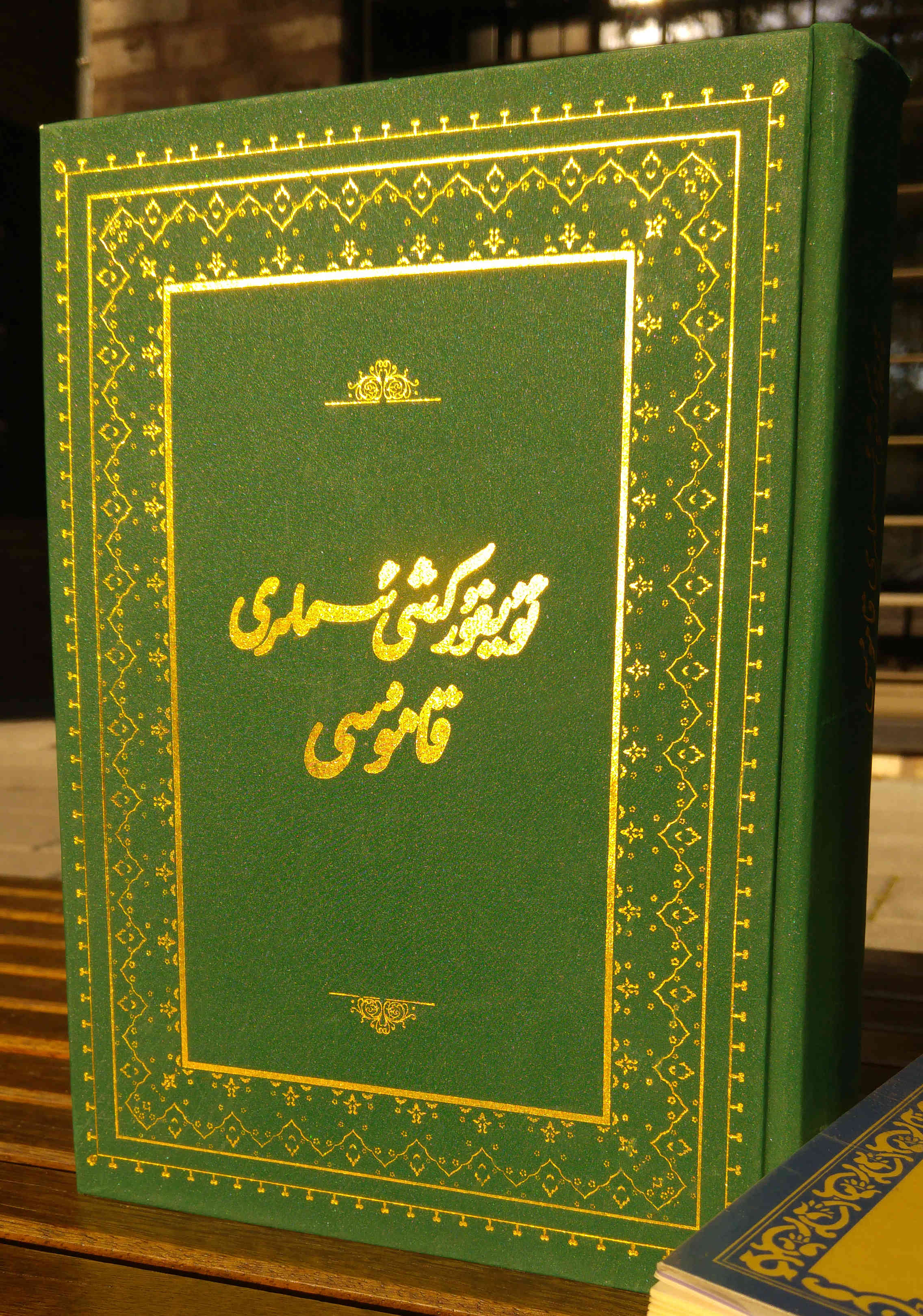
Qahiris neu-uigurisches Onomastikon wurde 2017 verboten

Mutällip Sidiq Qahiri konnte die chinesische Reform- und Öffnungspolitik der 1980er Jahre nutzen, um zu studieren und eine wissenschaftliche Karriere einzuschlagen. Er ist als Onomastiker Verfasser grundlegender Werke über Namen und Begriffsfamilien der uigurischen Sprache. Er ist nicht nur Autor von sieben Büchern über uigurische Personennamen, sondern auch von elf Lehrbüchern in uigurischer Sprache für das moderne Hocharabisch, von einem Lehrbuch für das Uigurische, und von einem Reisebuch über seinen Aufenthalt in Kairo zwischen 1989 und 1990.
1983 absolvierte Mutällip Sidiq Qahiri sein Studium im Bereich der uigurischen Sprachwissenschaft und Literatur an der pädagogischen Hochschule Kaschgar. Von 1983 bis 1991 lehrte er turksprachige und uigurische Literatur an der Universität Kaschgar. 1996 erschien sein erster wissenschaftlicher Aufsatz.
Als wichtigstes seiner Werke erschien 2010 in einem chinesischen Verlag als Gesamtergebnis seiner Forschung zu uigurischen Personennamen sein umfangreiches Handbuch „Uyğur kiši isimliri qamusi“ (dt. „Lexikon der uigurischen Personennamen“), ein neu-uigurisches Onomastikon, das als grundlegendes Standardwerk im Bereich Uiguristik und als von weitreichender Bedeutung für die Namensforschung angesehen wird. Es studiert die Tradition der uigurischen Namensgebung und listet in einem „Namenslexikon“-ähnlichen und nach Begriffsfeldern geordneten Teil 23.000 uigurische Personennamen auf, deren Herkunft, Bedeutung und Aussprache erklärt werden.
Seine Tätigkeit an der Pädagogischen Hochschule Kaschgar oder an der Universität Kaschgar als Professor für die uigurische Sprache übte Mutällip Sidiq Qahiri bis zu seiner Pensionierung im Jahr 2010 aus. Ebenfalls bis zu seiner Pensionierung war er Chefredakteur der wissenschaftlichen Zeitschrift der Universität Kaschgar.
Zum Zeitpunkt seiner Verhaftung war Mutällip Sidiq Qahiri seit rund 30 Jahren Mitglied der Kommunistischen Partei Chinas (KPCh).

## Verfahren, Haft und Bestrafung
Mutällip Sidiq Qahiri soll im September 2018 unvermittelt aus seinem Haus in Kaschgar „verschwunden“ sein. Am 22. November 2018 berichtete der in den 1990er Jahren aus Xinjiang geflüchtete US-amerikanische Journalist Shohret Hoshur, der für den uigurischen Dienst des bis 1971 von der CIA betriebenen und seitdem von US-amerikanischen Behörden finanzierten Radio Free Asia (RFA) arbeitet, dass Mutällip Sidiq Qahiri drei Monate zuvor verhaftet worden sei. Laut RFA wurde gegen Qahiri in einem KPCh-internen Verfahren mit einer zweijährigen Bewährungsstrafe und einer Geldstrafe eine der höchsten Strafen verhängt. Sein neu-uigurisches Onomastikon wurde in China verboten und vor dem 19. Parteitag der Kommunistischen Partei Chinas 2017 auf die Liste gefährlicher Bücher gesetzt. Shohret Hoshur wies darauf hin, dass Qahiri „ein berühmter Wissenschaftler in einem heiklen Bereich“ gewesen sei und das von ihm 2010 verfasste Namensbuch auch alle diejenigen Namen enthalten habe, die mittlerweile von den chinesischen Behörden verboten worden seien. Im Rahmen der vom chinesischen Staat betriebenen Verfolgung und Umerziehung der uigurischen Minderheit seit 2014 waren 2017 29 arabische Namen, die die chinesischen Behörden nunmehr als „extrem religiös“ ansahen, verboten worden.
Die aktivistische Xinjiang Victims Database, die nahezu alle bekannten uigurischen Intellektuellen und Künstler auflistet, führt Mutällip Sidiq Qahiri als einen von rund 38.000 Einträgen (Stand: Mai 2022) auf und gibt als Haftgrund für ihn „Anstachelung zu ethnischem Hass“ in Verbindung mit Religion an. Laut einem im September 2020 auf Byline Times publizierten Artikel wurde 2020 Anklage gegen Qahiri wegen „Anstachelung zu ethnischem Hass“ erhoben. Auch sein 2010 publiziertes Onomastikon, das inzwischen in China als Propaganda für den Islam betrachtet werden soll, sowie seine Verfassung von Lehrbüchern zum modernen arabischen Sprache wurden von der Xinjiang Victims Database als mögliche Gründe für seine Verhaftung aufgeführt. Qahiris Sohn Tahir Mutällip Qahiri, der 2006 zum Germanistik-Studium nach Deutschland gekommen war und in Göttingen lebt, berichtete, er habe mithilfe einer Kontaktperson bei der Polizei in Peking erfahren, dass für Februar 2019 eine geheime Verhandlung im Fall Mutällip Sidiq Qahiri vor dem Volksgericht Kashgar angesetzt worden sei, nachdem ihn die Staatsanwaltschaft separatistischer Aktivitäten in Form von „Propaganda zur Spaltung des Landes“ beschuldigt habe. Während Polizisten und die Universität Kaschgar das Verschwinden von Mutällip Sidiq Qahiri bestätigt haben sollen, gaben höhere staatliche Behörden auch nach Monaten keine Erklärungen zu dem Fall ab.
Laut Tahir Mutällip Qahiri war sein Vater Mutällip Sidiq Qahiri nach einem Jahr Haft (2018 bis 2019) freigelassen worden. Anfang März 2019 habe Tahir Qahiri erstmals seit der Verhaftung seines Vaters mit ihm sprechen können. Sein Vater habe ihm in dem auf WeChat geführten und von Tahir Qahiri aufgezeichneten Videoanruf indirekt seine Verstoßung als Sohn angedroht für den Fall, dass er keine Stellungnahme schreibe, in der er der KPCh danke und beteure, dass es sich bei den ausländischen Medienberichten über seine Verhaftung um Lügen handle. Der Videoanruf von Mutällip Sidiq Qahiri mit seinem Sohn Tahir Mutällip Qahiri wurde in den Zusammenhang einer Serie von „Lebenszeichen“-Videoanrufen gestellt, die Familienangehörige von „verschwunden“ geglaubten Uiguren ab diesem Zeitpunkt erhielten. Die von Falun Gong betriebene Zeitung Epoch Times verwies darauf, dass dem Videoanruf von Mutällip Sidiq Qahiri mit seinem Sohn eine viral gegangene Kampagne in den sozialen Medien unter dem Hashtag #MeTooUyghur vorausgegangen war, bei der hunderte diasporische Uiguren von der KPCh Lebenszeichen ihrer „verschwundenen“ Familienmitglieder gefordert hatten und die durch ein von China herausgegebenes „Lebenszeichen“-Video für den prominenten uigurischen Sänger Abdurehim Heyit angeregt worden war.
Im Februar 2020 wurde Mutällip Sidiq Qahiri laut seinem Sohn Tahir Mutällip Qahiri zu einer Haftstrafe von 30 Monaten verurteilt, die auf vier Jahre zur Bewährung ausgesetzt worden sei, die er unter Hausarrest zu verbringen habe.

## Werke (Auswahl)
- Mutällip Sidiq Qahiri: Uyġur kiši isimliri. Qäšqär uyġur näšriyati, Qäšqär 1998, ISBN 7-5373-0671-0 (uigurisch, S. 1–586 + 5 S. Tafeln). [Original in arabisch-uigurischer Schrift]
- مۇتەللىپ سىدىق قاھىرى [Mutällip Sidiq Qahiri]: ئۇيغۇر كىشى ئىسىملىرى قامۇسى  [Transkription: „Uyğur kiši isimliri qamusi“; dt.: „Lexikon der uigurischen Personennamen“]. شىنجاڭ ئۇنىۋېرسىتېتى نەشرىياتى [Šinjang uniwersiteti näšriyati], Ürümqi 2010, ISBN 978-7-5631-2422-0 (uigurisch, S. 1–891 + 14 [18] Seiten). [Original in arabisch-uigurischer Schrift]
- Mutällip Sidiq Qahiri: Häzinilär ačquči. Qäšqär: Šinjang universiteti näšriyati, 2006; ISBN 7-5631-2005-X.